# Smilets de Bulgaria

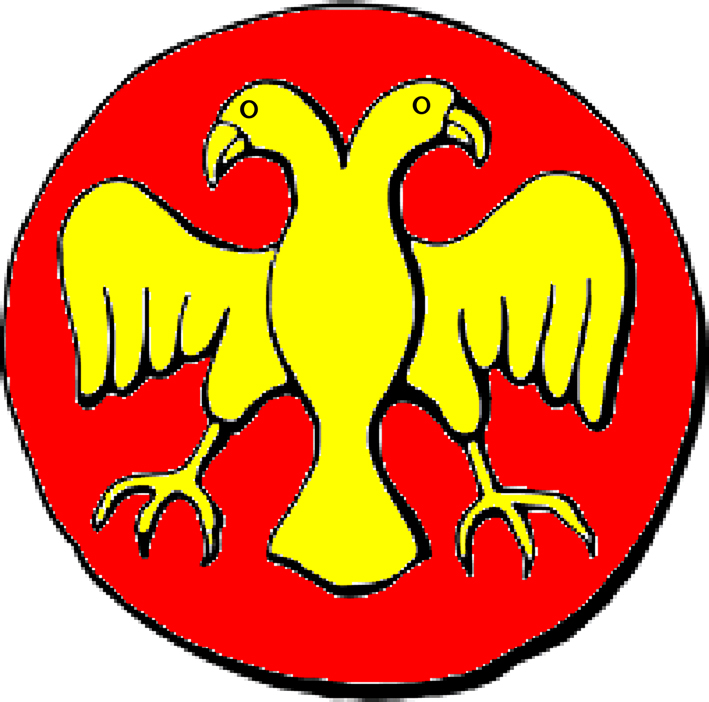
Una imagen del escudo personal de Iván Smilets según miniatura de la época.

Smilets o Smilec (en búlgaro: Смилец) reinó como zar de Bulgaria de 1292 a 1298. La fecha de su nacimiento es desconocida.
Aunque a Smilets se le atribuye ser descendiente «de la más noble familia de los búlgaros», sus antecedentes son completamente desconocidos. A juzgar por las tierras de sus hermanos Radoslav y Voisil, la familia tenía extensas tierras entre los montes Balcanes y Sredna Gora.
Antes de ascender al trono en 1292, Smilets se había casado con una anónima princesa bizantina, Smiltsena Paleóloga la hija del sebastocrátor Constantino Paleólogo, hermano del emperador Miguel VIII Paleólogo. Aparte de la información de que Smilets se convirtió en emperador de Bulgaria de acuerdo a los deseos de Nogai Khan, no se sabe nada de las circunstancias de la ascensión de Smilets. En consecuencia, el reinado de Smilets está considerada la gran dominación mongola en Bulgaria. Sin embargo, las incursiones mongolas pudieron haber continuado, como en 1297 y 1298. Dado que estas incursiones saquearon partes de Tracia (entonces en su totalidad en manos de los bizantinos), tal vez Bulgaria no era uno de sus objetivos. De hecho, a pesar de la política general pro-bizantino de Nogai, Smilets estuvo involucrado rápidamente en una guerra sin éxito contra el Imperio bizantino, al comienzo de su reinado.
Entre 1296/1297 Smilets casó a su hija Teodora con el futuro rey de Serbia, Esteban Uroš III Dečanski, y esta unión nació el rey serbio y después emperador Esteban Uroš IV Dušan.
En 1298 Smilets desaparece de las páginas de la historia, al parecer después del comienzo de la invasión de Chaka. Él pudo haber sido asesinado por Chaka o murió de causas naturales mientras el enemigo avanzaba contra él. Smilets fue sucedió brevemente por su joven hijo Iván II.